# 岩松成兼
岩松 成兼（いわまつ しげかね、生没年不詳）は室町時代中期の武将。父は岩松持国で、岩松次郎は兄にあたる。官位は左京亮。
幼名は三郎。のち古河公方足利成氏より偏諱を賜い成兼と名乗る。
長禄2年（1458年）、父が同族の岩松家純の誘いで足利成氏から堀越公方足利政知へと寝返ったので次郎・成兼兄弟も共に帰順した。
ところが、寛正2年（1461年）に父と兄が家純に暗殺された為、成兼は再度成氏に寝返った。成兼が無事だったのは長禄3年（1459年）に既に成氏側についていたからだと言われている。しかし、領地を巡って一族の鳥山家や重臣と対立し、成氏の仲介まで出されている。上野で新田荘を拠点に家純や上杉氏と戦うが、応仁2年（1468年）に綱取原合戦で上杉側が勝利する等、次第に追い詰められていく。
この合戦の前後に成兼の消息は途絶える。文明元年（1469年）に家純によって新田荘から追放されたと言われている。また、後閑氏の祖になったとも言われているが定かではない。